# Aloe fasciata
Aloe fasciata é uma espécie de liliopsida do gênero Aloe, pertencente à família Asphodelaceae.